# Ramal ferroviario Carmen-Guatimozín
El Ramal Carmen-Guatimozín pertenece al Ferrocarril General Bartolomé Mitre de la red ferroviaria de Argentina.

## Ubicación
Partiendo desde la estación Carmen, el ramal atraviesa 74,9 km dentro de las provincias de Santa Fe y Provincia de Córdoba.

## Servicios
El ramal fue habilitado en 1911 por el Ferrocarril Central Argentino.
No presta servicios de pasajeros, sólo de cargas esporádicas. El operador es la empresa estatal Trenes Argentinos Cargas.